# Gråvide
Gråvide (Salix cinerea) är oftast en stor buske, vanlig dels på fuktiga ängar, dels på stränder, ofta i täta snår. Dess unga kvistar har korta, täta och sammetslika hår. Bladen är smala, vanligen bredast ovan mitten. Ofta är också bladen något gråludna på översidan, vilket gör att hela växten får en matt, grågrön färgton. 
Gråvide förekommer i Sverige och Finland ungefär till polcirkeln och upp i de lägre fjälltrakterna. På grund av hybridisering med sälg och andra videarter finns många former med varierande utseende. 